# Flughafen Charkiw

i7
i11
i13
Der internationale Flughafen Charkiw (ukrainisch Міжнародний аеропорт «Харків»; IATA-Code: HRK, ICAO-Code: UKHH) ist einer der wichtigsten Verkehrsflughäfen der Ukraine. Er liegt im Osten der Ukraine zwölf Kilometer südlich des Stadtzentrums von Charkiw, der zweitgrößten Stadt des Landes, im Rajon Sloboda.
Seine Kapazität beträgt nach dem Umbau in den Jahren 2008–2011 mehr als 1600 Passagiere pro Stunde. Das geplante Passagieraufkommen beträgt 800.000 Menschen jährlich, bei einer Maximalkapazität des Flughafens von zwei Millionen Passagieren pro Jahr.

## Geschichte

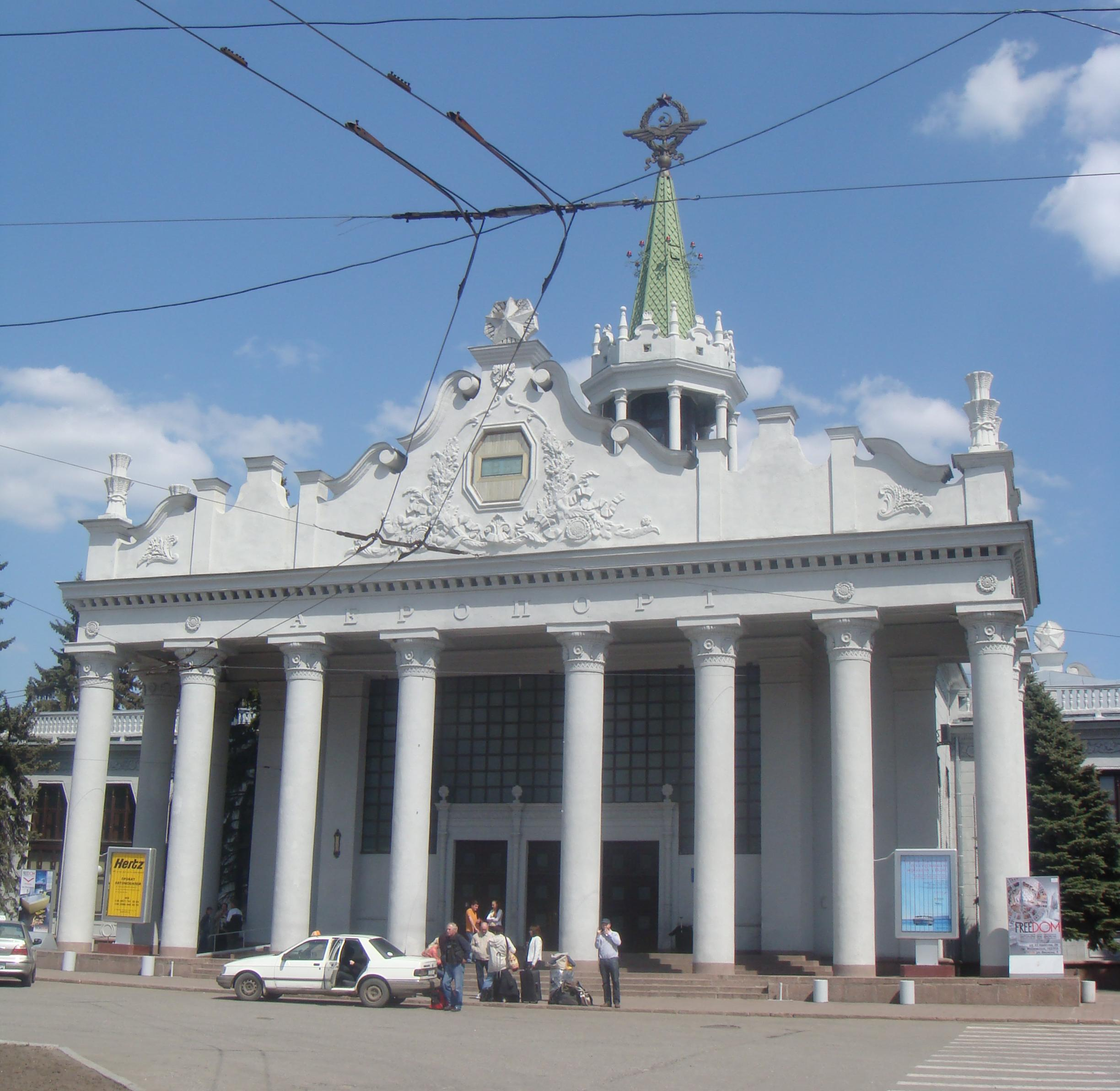
Altes Terminal

Der Bau des alten Terminals im Stil des Sozialistischen Klassizismus begann 1951. Die Eröffnung fand zusammen mit der Feier zum 300. Jahrestages der Vereinigung der Ukraine und Russlands 1954 statt. 1958 wurde eine Oberleitungsbus-Linie vom Flughafen in die Innenstadt gebaut.
In Vorbereitung auf die Fußball-Europameisterschaft 2012, der Charkiw als Austragungsort diente, wurde der Flughafen komplett renoviert und ein neues Terminal gebaut, so dass nun auch Flugzeuge in der Größe eines Airbus A320 oder einer Boeing 737 starten und landen können.

## Fluggesellschaften und Ziele

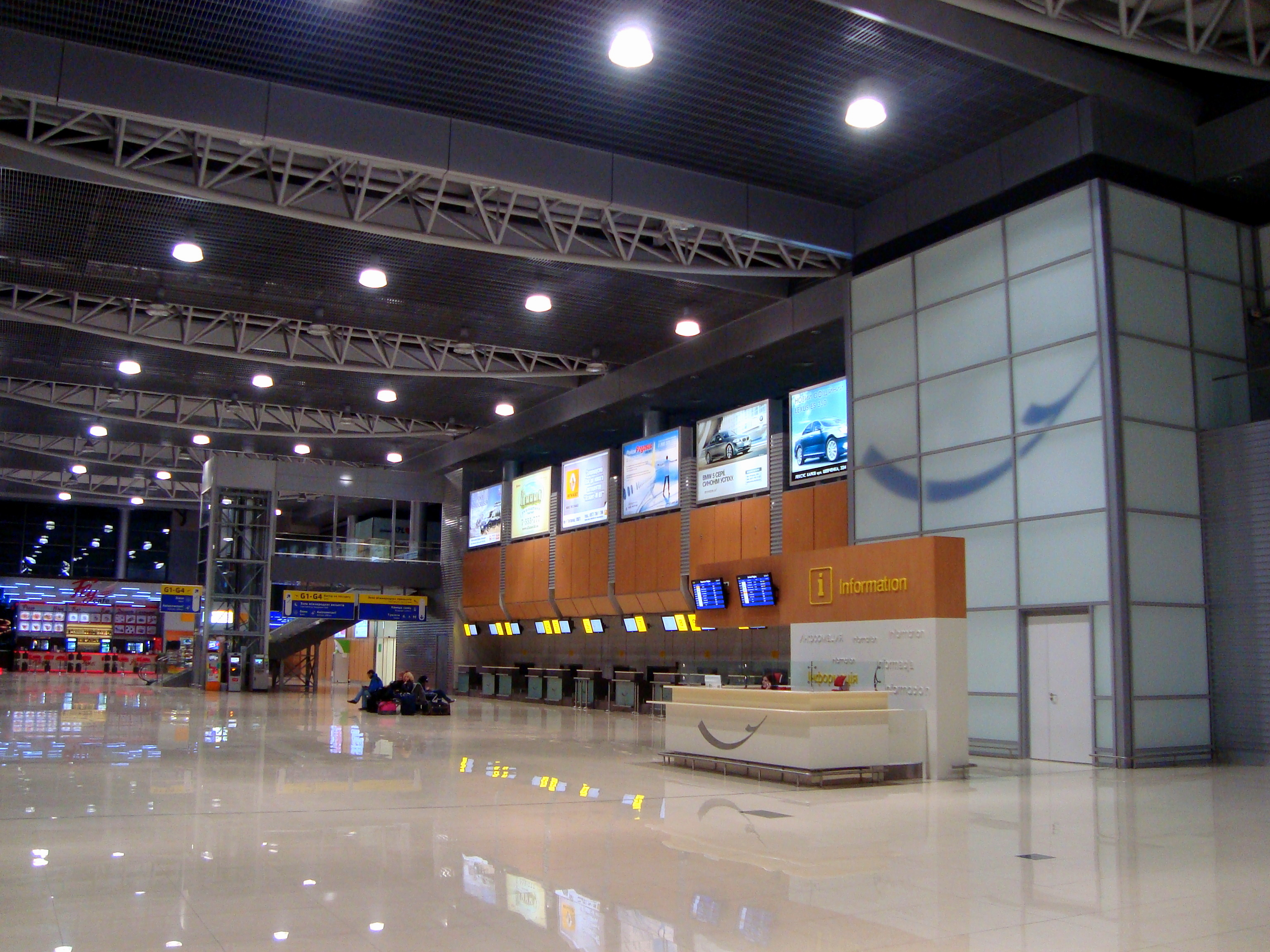
Innenansicht neues Terminal

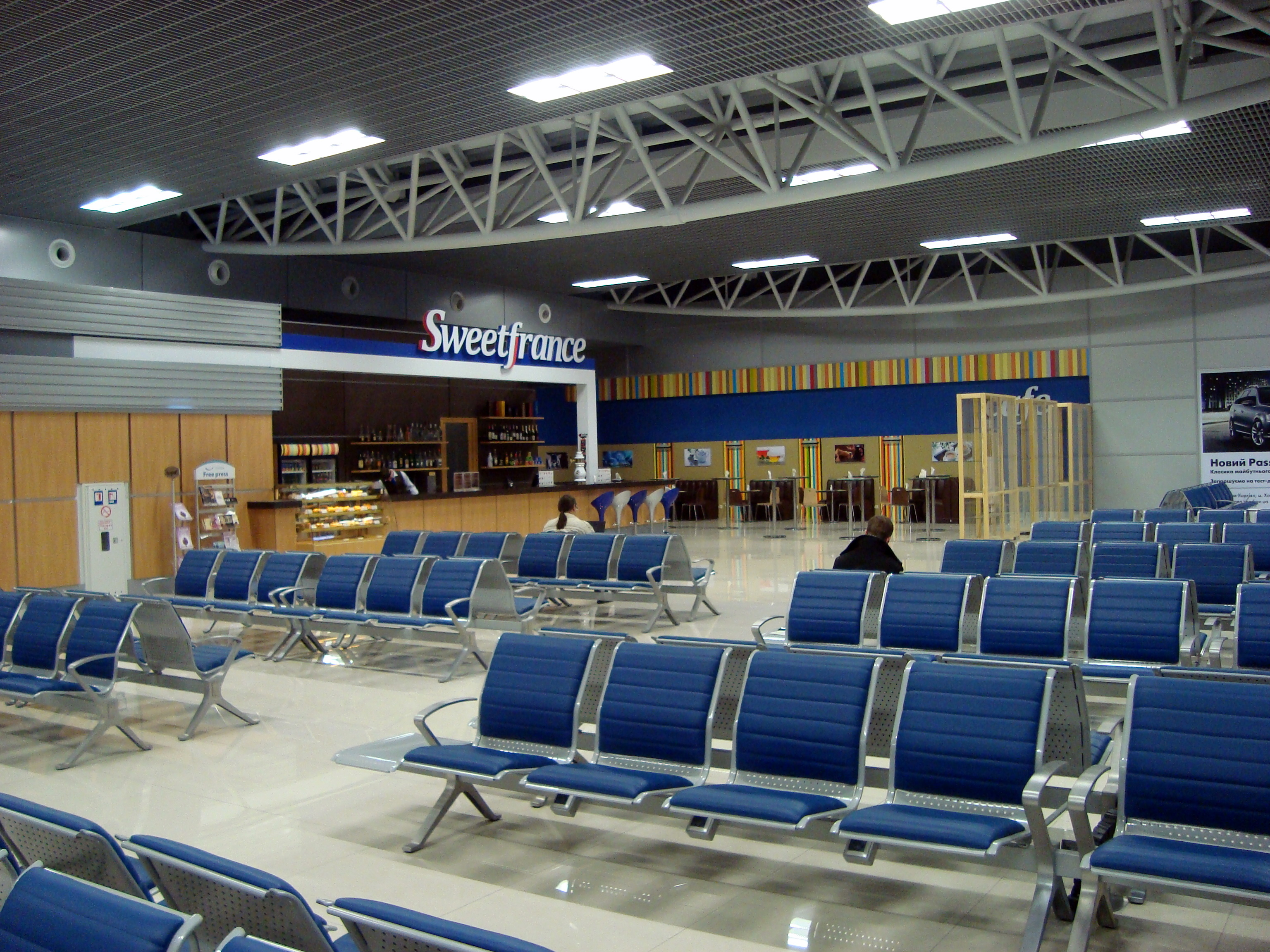
Wartehalle

2017 boten sechs Fluggesellschaften am Flughafen Charkiw regelmäßige Flugverbindungen zu acht anderen Flughäfen in insgesamt sieben Ländern, inklusive der Ukraine, an.
Hinweis: Seit Februar 2022 findet in der Ukraine kein ziviler Flugbetrieb statt. Angegeben ist der Stand Februar 2017.

## Zwischenfälle
- Am 18. Mai 1972 stürzte eine Antonow An-10A der sowjetischen Aeroflot (Luftfahrzeugkennzeichen CCCP-11215) 24 Kilometer vor dem Zielflughafen Charkiw bei gutem Wetter ab, nachdem beide Tragflächen abgebrochen waren. Alle 122 Personen an Bord der vollbesetzten Maschine wurden getötet, sieben Besatzungsmitglieder und 115 Passagiere. Es war der folgenschwerste Unfall einer An-10. Das elf Jahre alte Flugzeug hatte erst 15.483 Flugstunden und 11.105 Flüge absolviert. Als Ursache wurden Ermüdungsbrüche an der Rumpf- und Tragflächenstruktur festgestellt. Nach weiteren Untersuchungen an anderen An-10, bei denen sich ebenfalls derartige Schäden zeigten, wurde der Typ 1973 aus dem Dienst der Aeroflot genommen.[4]

## Passagierzahlen
Das Fluggastaufkommen hat sich zwischen 2002 und 2012 verzehnfacht. Einen Einbruch der Passagierzahlen gab es im Jahr 2009. Im Jahr 2011 wurde aber bereits das Fluggastaufkommen von 2008 nahezu wieder erreicht.
Die hohen Passagierzahlen im Jahr 2012 lassen sich durch die Fußball-Europameisterschaft 2012 in Polen und der Ukraine erklären.